# 대구강북소방서
대구강북소방서(大邱江北消防署, Daegu Gangbuk Fire station)는 대구광역시 북구의 강북지역과 군위군을 관할하는 대구광역시 소방안전본부 산하의 소방서이다. 
개청 이전에는 칠곡지구는 대구서부소방서 관할이고 노곡동과 무태조야동은 대구북부소방서 관할이었으며, 2022년 12월 30일 시행된 조례에서 이들 지역을 관할하는 것으로 확정되었으나, 업무가 개시되지 않아 2023년 4월 1일 소방서장을 발령해 본격적인 개청 준비에 나서고, 4월 중순 업무를 개시한다. 2023년 7월 1일부터는 군위군 역시 관할하게 되었다. 대구광역시에서는 장기적으로 군위군은 군위소방서로 분리했다.

## 관할 구역 및 관할 센터
대구강북소방서는 6곳의 119안전센터와 1개의 구조대를 산하에 두고 있다.
| 명칭                     | 사진 | 주소                        | 관할구역                                          | 지역대        |
| ------------------------ | ---- | --------------------------- | ------------------------------------------------- | ------------- |
| 읍내119안전센터          |      | 북구 칠곡중앙대로 570       | 북구 읍내동, 국우동 일부                          |               |
| 태전119안전센터          |      | 북구 칠곡중앙대로 184       | 북구 태전1·2동, 관문동 일부                       |               |
| 동천119안전센터          |      | 북구 구암로 155             | 북구 동천동, 구암동, 국우동 일부, 도남동 일부     |               |
| 금호119안전센터          |      | 북구 한강로 105             | 북구 금호동 , 사수동 , 팔달동                     |               |
| 무태119안전센터          |      | 호국로43길 21               | 산격1·4동, 무태조야동 일부, 산격2동 일부          |               |
| 의흥119안전센터          |      | 군위군 의흥면 읍내길 23     | 군위군 의흥면, 우보면, 산성면, 삼국유사면, 부계면 | 부계119지역대 |
| 군위119안전센터          |      | 군위군 군위읍 군위공단길 65 | 군위군 군위읍 , 효령면 , 소보면                   |               |
| 대구강북소방서 119구조대 |      | 북구 구암로 155             | 대구광역시 북구 강북 전 지역과 군위군 전지역      |               |

## 같이 보기
- 대한민국 소방청
- 대한민국의 소방
- 소방관 계급